# Bok

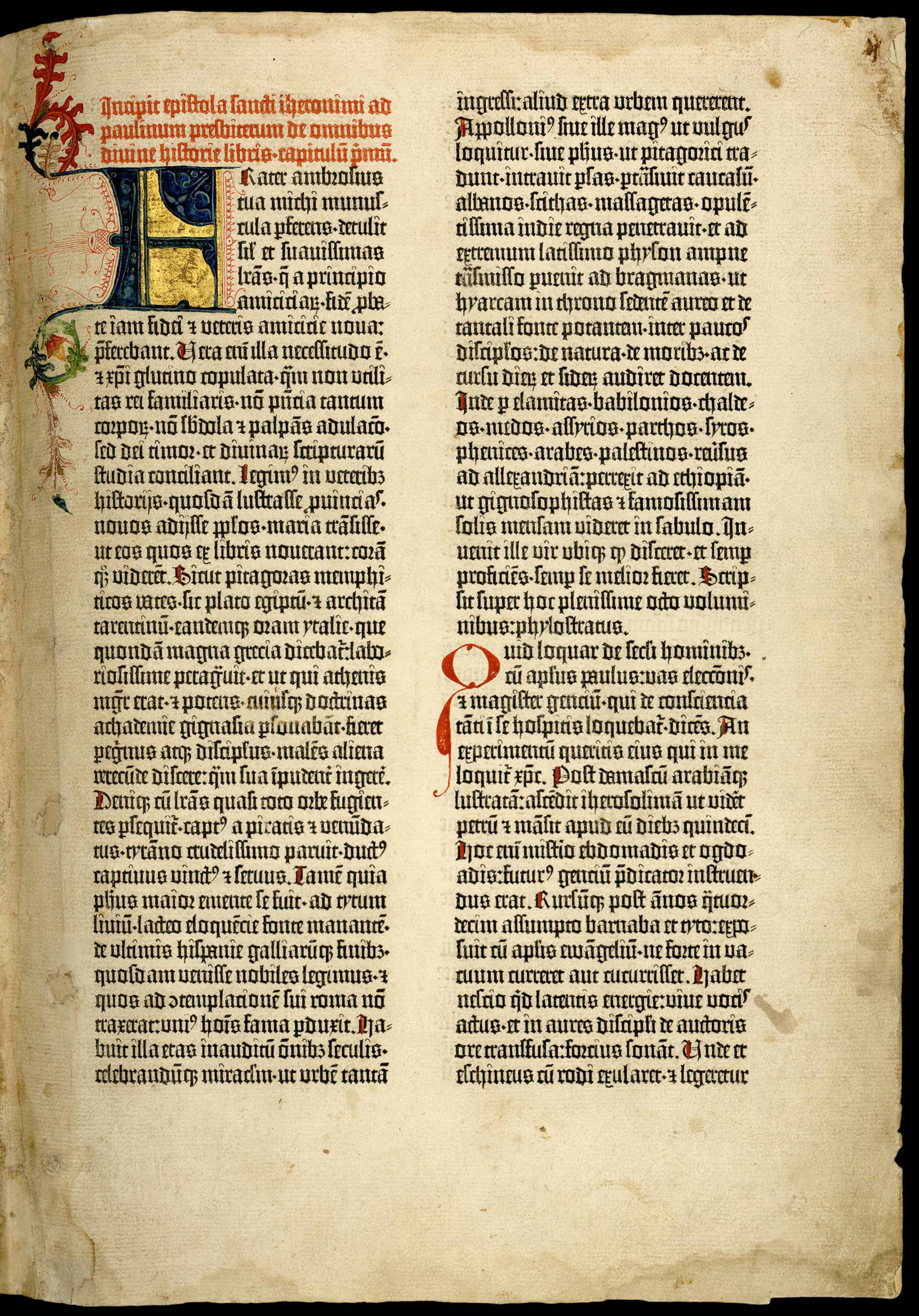
Första sidan i Gutenbergs Bibel, tryckt 1454. Gutenberg kallas ofta boktryckarkonstens fader.

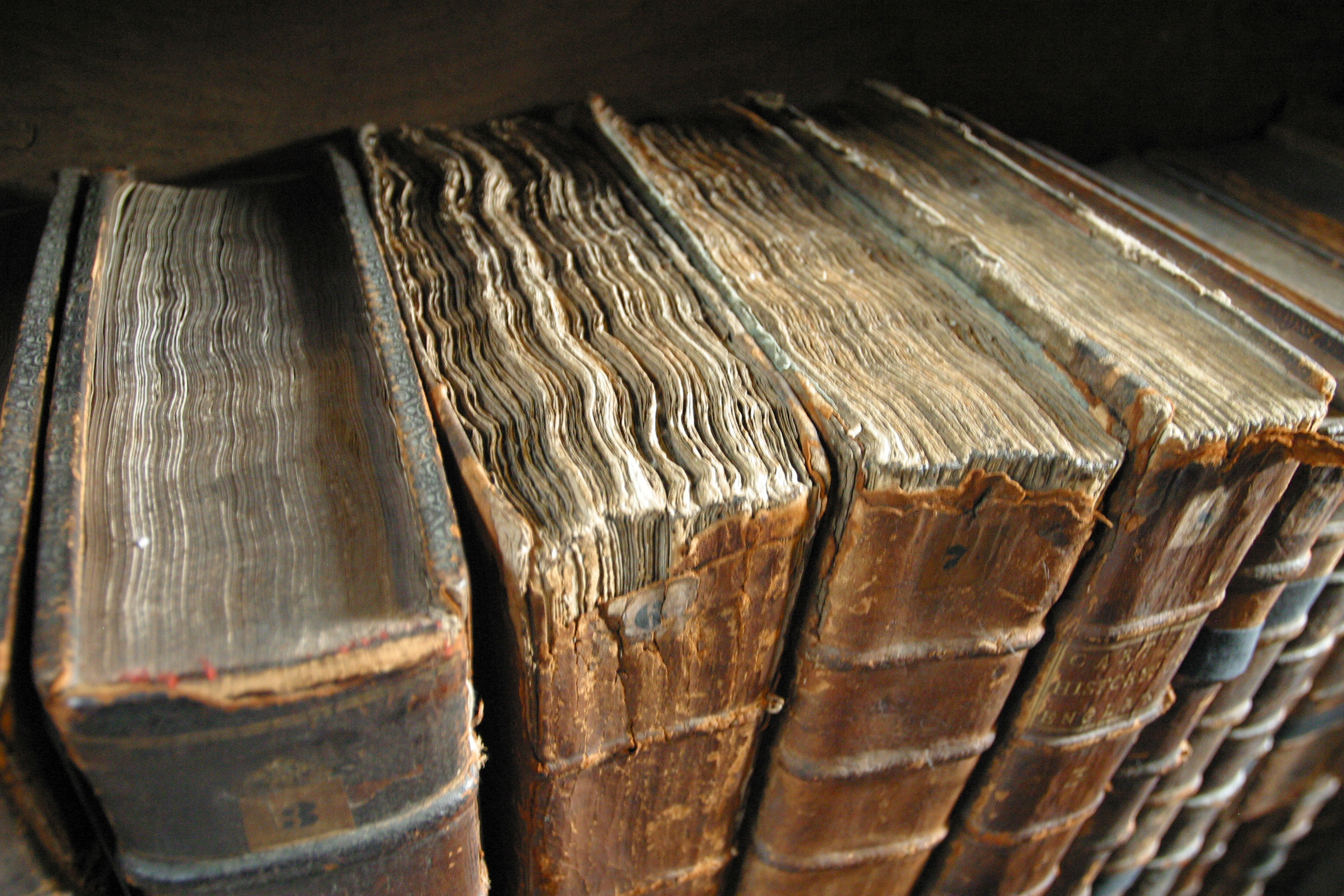
Gamla böcker på Merton College i Oxford.

En bok är ett medium för kommunikation – innehållet kan, men måste inte vara, någon form av litteratur. En bok är en produkt som består av flera sammanhäftade eller ihoplimmade blad (ark), vars innehåll ofta är text och/eller bilder, och som ofta täcks av ett omslag med upplysning om bokens titel och författare. Unesco har definierat en bok som ”en icke-periodisk tryckt publikation bestående av minst 49 sidor”. Det finns många typer av böcker, från pocketböcker till inbundna böcker i flera varianter, pekböcker samt talböcker.
Bok har dock också en mindre specifik betydelse, där det kan syfta på såväl en bokrulle som en e-bok. En bok kan också vara detsamma som ett litterärt verk, som i frasen ”Charles Darwins bok Om arternas uppkomst”. En bok kan också vara en del i ett längre verk, såsom Första Moseboken är den första delen av Gamla Testamentet. Liknande produkter är tidningar och tidskrifter. Böcker är även en sorts informationskälla.

## Etymologi
Ordet bok hänger samman med trädet bok. Ordet är belagt i svenskan som 'bök' sedan åtminstone 1600-talet och böjdes från början i plural som 'bökar'. Även andra indoeuropeiska språk har liknande kopplingar mellan sina ord för bok och trädet bok.[källa behövs] Troligen har ordet 'bok' sitt ursprung i att tidiga indoeuropeiska böcker ristades på tunna skivor av bokträ som häftades ihop till böcker.[källa behövs]
På samma sätt fick det latinska ordet liber (som egentligen betyder "bast") också betyda bok, därför att man förr i tiden tillverkade skrivmaterial av en sorts bast. Det latinska ordet codex, som syftar på en bok i modern mening (inbunden med separata blad), betydde ursprungligen "kloss av trä". Se även diptyk.
Blok, en sentida neologism, syftar antingen på något som har samma utseende som en bok, såsom en text på internet som publiceras via en blogg, eller en tryckt bok vars innehåll är hämtat från eller baserat på en blogg.

## Bokens historia
Det moderna bokformatets föregångare var bokrullar, det vill säga flera efter varandra hoplimmade papyrus-ark som rullades ihop. En rulle omfattade i allmänhet endast en enda avdelning av ett verk. Vanligen skrev man endast på papyrusets ena sida. Om man använde båda sidorna kallades skriften en opistograf.
I Romarriket övergick man från 300-talet e. Kr. allt mer till att skriva på pergament. Men eftersom det var dyrt, tog man ibland bort gammal skrift med pimpsten för att kunna använda samma pergament en gång till, se palimpsest. Rullarna förvarades i bibliotek, och vid deras stavar hängdes en liten rödfärgad tavla som innehöll titel och begynnelseord. Ofta skyddades volymen av ett överdrag eller en kapsel.
Förutom pergamentrullarna fanns i antiken också kodexar, fyrkantiga men ej bundna böcker av metall, trä, elfenben (som hölls samman med metallringar som man trädde en stav genom) eller pergament (som sammanhäftades med lim och pergamentremsor, antingen på samma sätt som nutidens böcker eller så att de kunde slås ut som en solfjäder).
När lumppapperet nådde Europa på 1100-talet och ännu mer efter boktryckarkonstens införande skedde avsevärda förändringar i böckernas både yttre och inre. Under boktryckarkonstens första tider samarbetade boktryckare och formskärare (träsnidare) för att åstadkomma ett för den tidens smak tilltalande arbete. Under de följande århundradena med sina olika stilriktningar har böckernas utformning påverkats av olika konstsmak, varvid tecknare, gravörer, kopparstickare med flera tagit betydande del i utvecklingen. Sålunda var Hans Holbein, Albrecht Dürer, Lucas Cranach med flera betydelsefulla medhjälpare till sin tids boktryckare.
Under medeltiden utbildade sig successivt (från 1000-talet) bruket att skydda böcker med tjocka träskivor. Senare började man klä sådana skivor med pergament eller läder och sammanhålla dem med remmar. Först i och med uppfinnandet av boktryckarkonsten blev det vanligt med häftning och bindning av böcker. De första tryckta böckerna hade varken titlar eller sidonumrering, och formatet var oftast folio. Mot slutet av 1400-talet blev det vanligt att sätta ett särskilt titelblad framför större vetenskapliga verk. I stället för de gamla folianterna och kvartovolymerna blev det under 1500-talet vanligt med det mindre formatet oktav, särskilt genom inflytande från Aldus Manutius i Venedig. Ännu mindre format (duodes och sedes) infördes av holländare under 1600-talet, till exempel av Elzevir och Blaeu.

En boks delar:
1 - Gördel
2 - Flik
3 - Försättsblad
4 - Pärm med omslag
5 - Huvud
6 - Framsnitt
7 - Fot
8 - Högersida, (recto)
9 - Vänstersida, (verso)
10 - Falsning

## Bokens uppbyggnad
Vanliga delar av en bok består av:
- Pärm (inbunden eller häftad/pocketinbunden)
- Framsida
- Försättsblad
- Smutssida
  - Frontespis
  - Titelsida
  - Copyrightsida med kolofon-uppgifter (tryckår, tryckeri, förlag, upphovsrätt med mera)
  - Innehållsförteckning
  - Bildförteckning
  - Tabellförteckning
  - Tillägnan
  - Tack till
  - Företal
  - Förord
  - Inledning (främst i facklitteratur)
  - Prolog
- Inlaga (texten eller innehållet, sidorna är falsade och vanligtvis numrerade, eventuellt är innehållet indelat i kapitel)
- Efter inlagan:
  - Epilog
  - Bilagor
  - Ordförklaringar
  - Index
  - Slutnoter
  - Bibliografi
  - Kolofon (idag oftast placerad på copyrightsidan)
- Tomma sidor
- Eftersättsblad
- Baksida
- Rygg
- Omslag

## Typer av böcker
Böcker kan delas in på många olika sätt:
- efter storlek, inbindning eller andra fysiska attribut

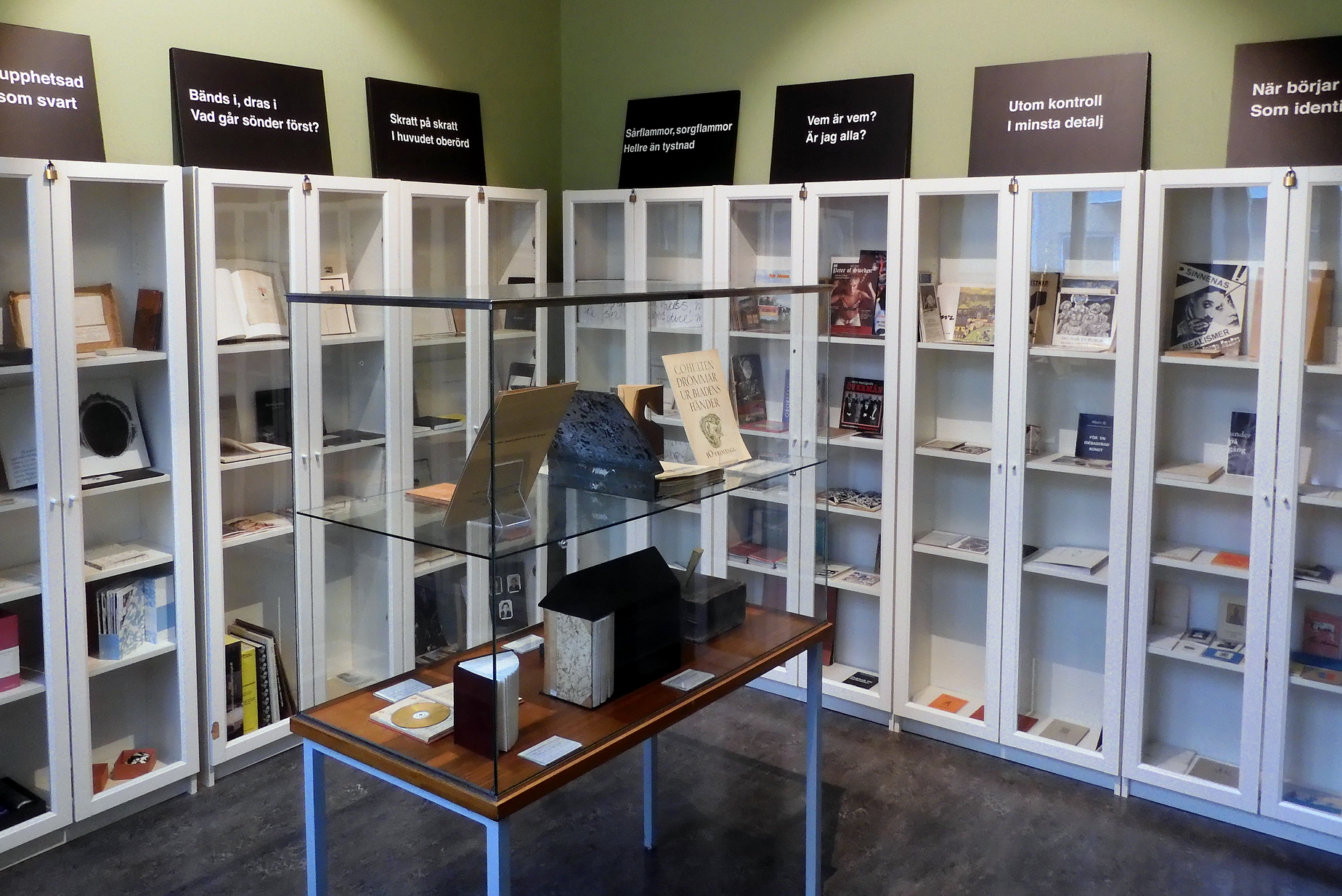
Böcker kan vara konstnärliga objekt, på bilden Konst i bokform på Ystads konstmuseum 2024.

- efter innehållets typ
- efter sin funktion

### Band
Begreppet "band" refererar till en boks konstruktion. Man skiljer på olika typer efter materialet i överklädning av pärmar och rygg:
- (Helt) skinnband, inbunden (trådbunden) och helt klädd i skinn.
- Halvfranskt band eller Halvskinnband. Inbunden (trådbunden) med rygg och pärmhörn klädda i skinn.
- Lädersnittsband, läderklädd bok med skurna dekorationer / text på utsidan (se snitt nedan).
- Blindstämpelsband, läderklädd bok med instämplade dekorationer eller text (se snitt nedan).
- Pergamentband, inbunden (trådbunden) och helt klädd i pergament (get- får- eller kalvskinn).
- Halvpergamentband, inbunden (trådbunden) med rygg och pärmhörn klädda i pergament (get- får eller kalvskinn).
- (Hel)klotband, inbunden (trådbunden) och helt klädd i linne, bomull eller plast. (Engelskt 1800-tal)
- Halvklotband, inbunden (trådbunden) med rygg och pärmhörn klädda i linne, bomull eller plast.
- Linneband, klädning av linnetyg.
- Kartonnageband eller Pappband. Limbunden och pärmar av tjock kartong med tryckt papper.
- Privatband, handbunden bok.
- Förlagsband eller Partiband, maskintillverkat omslag (rygg och pärmar som en enhet fästs mot bokblocket).
- Pocket eller Pappersband. Limbunden och pärmar och rygg av tunn kartong med tryck.
- Blockband, maskintillverkat, modernt band för massproduktion. Alla fyra sidorna skärs, blockets rygg klistras med segt klister och förstärks med en remsa gasväv (till exempel telefonkatalogen).
- Häftad, ett tryckt ark av papp viks runt bokblocket och limmas mot ryggsidan, det vill säga arket blir både pärmar och rygg.

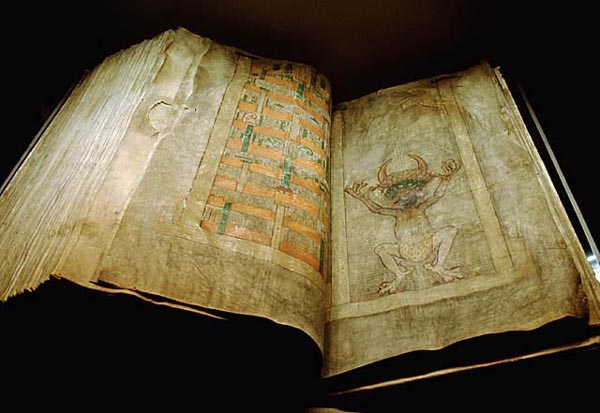
En faksimil av Djävulsbibeln, Codex Gigas, 92 × 50 × 22 cm.

### Format
Storleken på en bok (bredd och höjd) indelas i grupper med ursprung i hur många gånger det tryckta arket vikts:
- sedes (16:o), under 15 cm höjd, tryckarket vikt 4 gånger, så att 16 blad bildats
- oktav (8:o), 16–25 cm höjd, tryckarket vikt 3 gånger, så att 8 blad bildats
- kvarto (4:o], 26–35 cm höjd, tryckarket vikt 2 gånger så att 4 blad bildats
- folio, (2:o), över 35 cm höjd, tryckarket vikt 1 gång, så att 2 blad bildats, kallas foliant
- elefantfolio eller imperialfolio, tryckarket ovikt

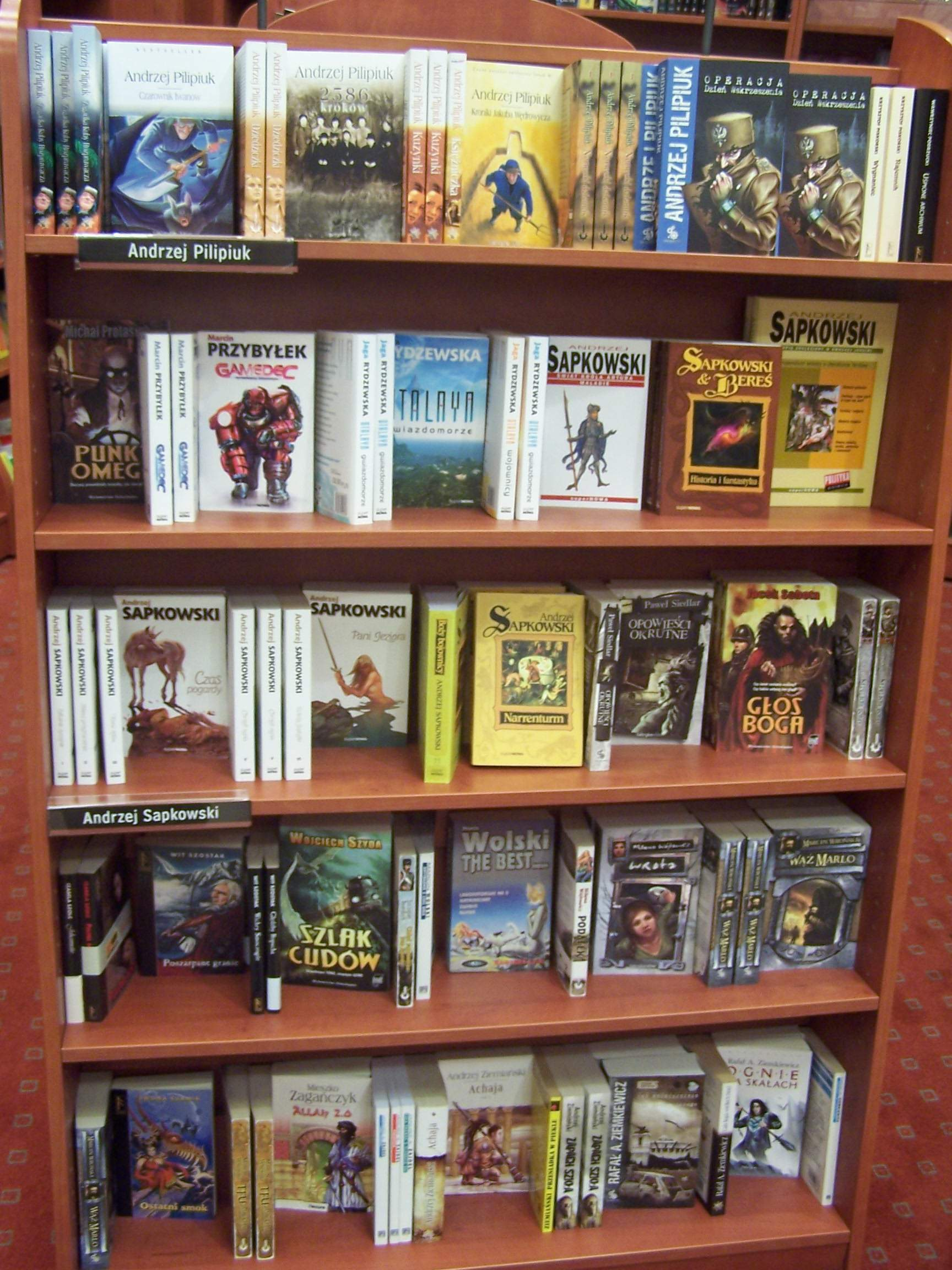
Romaner i en polsk bokhandel.

Det antal sidor som bildats efter upprepade vikningar av ett stort tryckark kallas ett lägg. Läggen numreras som hjälp för att de vid bindningen skall komma i rätt ordning. Numret anges med liten stil nära ryggen i undermarginalen på den sida i lägget, som vid bindningen skall komma först, arksignaturen.
Efter 4 vikningar (vanligast) har det bildats 16 blad med 32 sidor. I vissa fall förekommer bara 3 vikningar, vilket ger 8 blad med 16 sidor, eller (mindre vanligt) bara 2 vikningar, som ger 4 blad med 8 sidor. Dessa mindre lägg kan förekomma i slutet av en bok, när bokens totala sidantal inte är jämnt delbart med 16. Det kan hända att det ibland resulterar i ett eller flera helt blanka blad i slutet av boken, om totala bladantalet inte är jämnt delbart med vare sig 8 eller 4.
Se vidare ISO 216.

### Böckers innehåll
Böckers innehåll sorteras vanligen in i två stora undergrupper: skönlitteratur och facklitteratur. Till de förra räknas romaner och poesi. De senare omfattar bl.a. vetenskapliga uppsatser, atlaser och kokböcker. Detta är inte de enda typer av böcker som finns, men den indelningen återfinns i de flesta museer, bibliotek och bokhandlar.

#### Skönlitteratur
Många böcker som publiceras idag innehåller delvis påhittat material. Historiskt har produktionen av papper varit för dyr för att det ska användas för underhållning. Numera är andelen läskunniga hög och trycktekniker har utvecklas så att antalet titlar har ökat. Den största andelen skönlitteratur går att dela in efter genre. Skönlitteraturen placeras ofta separat från facklitteraturen, på biblioteket under signum H enligt SAB och under 808 i Dewey.
Romanen är den vanligaste formen av skönlitteratur. De innehåller berättelser med en eller flera intriger, en eller flera miljöer, tema och flera rollfigurer.

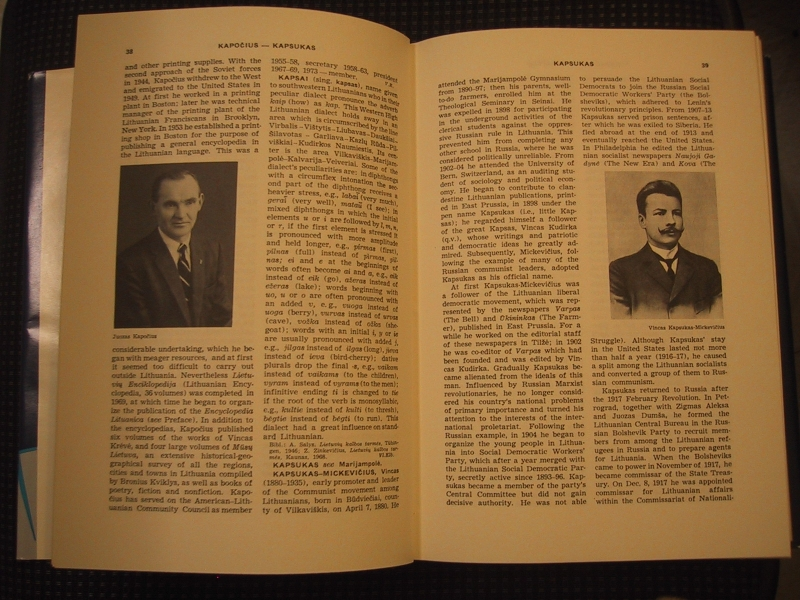
Ett uppslagsverk.

#### Facklitteratur
Facklitteratur är de typer av böcker som innehåller information, snarare än att berätta en historia, kommentera eller uttrycka en åsikt. Det finns många typer av facklitteratur, från handböcker till referenslitteratur. Facklitteratur används ofta vid instudering av specifika ämnesområden, vid till exempel universitetsstudier.